# Asterix im Land der Götter
Asterix im Land der Götter (Originaltitel: Astérix: Le Domaine des dieux) ist ein französischer Computeranimationsfilm von Alexandre Astier und Louis Clichy aus dem Jahr 2014. Der Film basiert auf dem Asterix-Comic Die Trabantenstadt von René Goscinny und Albert Uderzo und wurde am 26. November 2014 in Frankreich veröffentlicht. Der Kinostart in Deutschland war am 26. Februar 2015.

## Handlung
Um endlich den Widerstand der Gallier zu brechen, will Caesar vor den Toren des gallischen Dorfes eine gigantische Trabantenstadt für freizeithungrige Römer erbauen lassen. Er hofft darauf, in den Galliern das Verlangen nach Reichtum und Luxus zu wecken und damit ihre Gegenwehr zu brechen. Die Bauarbeiten gehen langsam voran, da Asterix und Obelix mithilfe magischer Eicheln die gerodeten Bäume einfach nachwachsen lassen. Als sie jedoch mitbekommen, wie es den Sklaven ergehen soll, wenn die Arbeiten nicht schneller vonstattengehen, versuchen sie diese zur Flucht anzustiften, indem sie ihnen Zaubertrank bringen. Die Sklaven wollen aber lieber bezahlte Arbeit haben und arbeiten umso schneller. Als die Gallier das fertige erste Gebäude abreißen wollen, können sie nicht gegen bereits anwesende Zivilisten kämpfen. Auch haben sich einige Zivilisten im Dorf der Gallier angesiedelt. Zudem entwickeln sich die eher schlecht laufenden Läden im Dorf aufgrund der Zahlungkraft der römischen Kundschaft zu florierenden Geschäften. Im Gegensatz zu Asterix, Obelix, Idefix und Miraculix wollen die Dorfbewohner ihre „Kunden“ nicht vergraulen und ziehen sogar selbst in die Trabantenstadt. Wegen der Trabantenstadt und des florierenden Tourismus gibt es kaum mehr Wildschweine zu essen, was insbesondere Obelix schwer zusetzt. Das fast verlassene Dorf verkommt.
Caesar ist von der Wirkung seiner Idee so begeistert, dass er plant, anstelle des Dorfes ein Theater zu bauen. Die aufgestellten Truppen schaffen es, Miraculix und sogar Obelix gefangen zu nehmen, sodass Asterix am nächsten Morgen von den Angreifern überrascht wird. Die Gallier sind zwar erschrocken über das, was mit ihrem Dorf geschehen soll, fühlen sich jedoch außerstande, etwas zu tun. Asterix kann zunächst simulieren, noch Zaubertrank zu haben, womit der Angriff gestoppt wird. Während seine Freunde die Stellung halten, ebenfalls vermeintlich mit Zaubertrank, gelingt es ihm, mithilfe einer befreundeten römischen Familie Miraculix, Idefix und deren Sohn zu befreien. Sie bereiten schnell Zaubertrank zu, doch ist dieser noch nicht fertig, als Caesar eintrifft und befiehlt, die Gallier einzukerkern. Im letzten Moment taucht der (nach einem Mahl vom in die Kellerräume weggeworfenen Festessen) zu neuen Kräften gekommene Obelix auf. Er verteilt den Zaubertrank an die Gallier und die Feinde können besiegt werden. Caesar gibt sich geschlagen und willigt ein, die Zivilisten zu entschädigen. Obelix reißt, nachdem die Römer gegangen sind, nach einem Schluck vom Zaubertrank alle Gebäude der Trabantenstadt ein.

## Synchronisation
| Rolle                    | Originalsprecher       | Synchronsprecher         |
| ------------------------ | ---------------------- | ------------------------ |
| Asterix                  | Roger Carel            | Milan Peschel            |
| Obelix                   | Guillaume Briat        | Charly Hübner            |
| Miraculix                | Bernard Alane          | Thomas Rau               |
| Majestix                 | Serge Papagalli        | Manfred Erdmann          |
| Troubadix                | Arnaud Léonard         | Kai Taschner             |
| Verleihnix               | François Morel         | Gerhard Jilka            |
| Automatix                | Lionnel Astier         | Christoph Jablonka       |
| Gutemine                 | Florence Foresti       | Angelika Bender          |
| Julius Cäsar             | Philippe Morier-Genoud | Martin Umbach            |
| Cubitus, Legionär #1     | Élie Semoun            | Benedikt Weber           |
| Quadratus                | Lorànt Deutsch         | Dieter Landuris          |
| Duplikatha               | Laurent Lafitte        | Thomas Albus             |
| KeinBonus                | Artus de Penguern      | Matthias Klie            |
| KeinBonus Ehefrau        | Géraldine Nakache      | Christine Stichler       |
| Médius                   | Damien Gillard         | Julian Manuel            |
| Somniferus, Zenturio     | Alexandre Astier       | Thomas Wenke             |
| Berater #2               | –                      | Hubertus von Lerchenfeld |
| Berater #4               | –                      | Walter von Hauff         |
| Künstler                 | –                      | Matthias Kupfer          |
| Legionär #2              | –                      | Alexander Brem           |
| Legionär #3              | –                      | Manuel Straube           |
| Senator Caius Mietfundus | –                      | Wolfgang Müller          |
| Sklaventreiber           | –                      | Andreas Borcherding      |

## Rezeption
Der film-dienst urteilte in seiner Kritik, die Filmemacher verpassen den populären Figuren „einen runderen, weicheren, ja wachsähnlichen Look“, wobei man jedoch von den „typischen Markenzeichen“ nicht abweicht. Der Film funktioniere „vor allem in Sachen Dialogwitz auch für Erwachsene hervorragend“, lege aber auch einen Fokus auf das junge Publikum. Mit Charly Hübner als Obelix und Milan Peschel als Asterix seien die deutschen Synchronstimmen „treffend besetzt“. Enttäuschend seien jedoch die 3D-Effekte, die den „Bildern in den statischen Sequenzen zwar durchaus Tiefe“ verleihen, in den Actionszenen aber nicht überzeugten. Martin Schwickert von epd Film urteilte, dass eingefleischte Asterix-Fans sich ob der neuen optischen Umsetzung „natürlich erst einmal an den Verlust des Zeichenformats gewöhnen“ müssen, schon bald aber erkenne man, „dass das dreidimensionale Verfahren auch seine Reize“ hat. Wenn auch „noch nicht die technische und kreative Qualität eines Pixar-Filmes“ erreicht werde, müsse sich Asterix im Land der Götter nicht hinter „dem Konkurrenten Baymax aus dem Disney-Imperium“ verstecken.

## Auszeichnungen
Filmmusikkomponist Philippe Rombi erhielt eine Nominierung für einen International Film Music Critics Award für den besten Originalscore eines Animationsfilms, hatte jedoch gegenüber John Powell das Nachsehen, der den Preis für Drachenzähmen leicht gemacht 2 bekam.

## Fortsetzung
Am 14. März 2019 startete der zweite Animationsfilm unter dem Titel Asterix und das Geheimnis des Zaubertranks in den Kinos. Die Sprecher sind wieder Charly Hübner (Obelix) und Milan Peschel (Asterix).